# James Vann Johnston

Bischofswappen von James Vann Johnston

James Vann Johnston, Jr. (* 16. Oktober 1959 in Knoxville, Tennessee) ist ein römisch-katholischer Geistlicher und Bischof von Kansas City-Saint Joseph.

## Leben
James Vann Johnston studierte zunächst Elektrotechnik an der University of Tennessee in Knoxville. Nach dem Abschluss im Jahr 1982 war er einige Jahre als Elektroingenieur in Houston tätig. Ab 1985 studierte er am Saint Meinrad Seminary in Indiana und empfing am 9. Juni 1990 die Priesterweihe für das Bistum Knoxville. Seine erste Kaplansstelle hatte er in Oak Ridge. Von 1992 bis 1994 war er Kaplan, Schulseelsorger und Lehrer in Chattanooga. Ein anschließendes Studium des Kanonischen Rechts an der Katholischen Universität von Amerika in Washington, D.C. schloss er 1996 mit dem Lizenziat ab. Von 1996 bis 2008 war er Kanzler der Diözesankurie. Gleichzeitig war er bis 2001 Kaplan einer Pfarrei in Knoxville und anschließend Moderator der Kurie. Ab 2007 war er zudem Pfarrer in Alcoa.
Papst Benedikt XVI. ernannte ihn am 24. Januar 2008 zum Bischof von Springfield-Cape Girardeau. Der Erzbischof von Saint Louis, Raymond Leo Burke, spendete ihm am 31. März  desselben Jahres die Bischofsweihe; Mitkonsekratoren waren Joseph Edward Kurtz, Erzbischof von Louisville, sowie sein Vorgänger John Joseph Leibrecht. Sein bischöfliches Motto ist The love of Christ urges us on. (Die Liebe Christi drängt uns).
Am 15. September 2015 ernannte ihn Papst Franziskus zum Bischof von Kansas City-Saint Joseph. Die Amtseinführung fand am 4. November desselben Jahres statt.
In der Bischofskonferenz der Vereinigten Staaten gehört er der Kommission für den Kinder- und Jugendschutz sowie der Unterkommission für den Katechismus an.
Johnston ist Mitglied der Knight of Columbus (4. Grad). 
2010 wurde er von Kardinal-Großmeister John Patrick Kardinal Foley zum Großoffizier des Ritterordens vom Heiligen Grab zu Jerusalem ernannt und durch Joseph Fred Naumann, Großprior der Statthalterei USA NORTHERN, investiert.